# Boris Burgstaller
Boris Burgstaller (* 29. September 1954 in Stuttgart) ist ein deutscher Schauspieler.
Burgstaller besuchte von 1973 bis 1977 die Private Schauspielschule in Stuttgart. Anschließend folgten Engagements am Zimmertheater Münster von 1977 bis 1979, am Theater Dortmund von 1979 bis 1985, an der Württembergischen Landesbühne Esslingen von 1985 bis 1989 sowie an den Städtischen Bühnen Freiburg von 1989 bis 1993, dem heutigen Theater Freiburg. Seit 1993 gehört er zum Ensemble des Schauspiel Stuttgart.

## Rezeption
In einer Besprechung zum Theaterstück Die Stadt das Gedächtnis findet der Deutschlandfunk es berührend, wie Gabriele Hintermeier und Boris Burgstaller ein altes Ehepaar spielen.